# Exechia canalicula
Exechia canalicula är en tvåvingeart som beskrevs av Oskar Augustus Johannsen 1912. Exechia canalicula ingår i släktet Exechia och familjen svampmyggor.
Artens utbredningsområde är New Jersey. Inga underarter finns listade i Catalogue of Life.